# Jeff Salzenstein
Jeff Salzenstein (Peoria, 14 ottobre 1973) è un ex tennista statunitense.

## Carriera
In carriera ha raggiunto una finale di doppio. Nei tornei del Grande Slam ha ottenuto il suo miglior risultato raggiungendo il terzo turno di doppio all'Open di Francia nel 1997.

## Statistiche

### Doppio

#### Finali perse (1)
| Numero | Anno           | Torneo                                       | Superficie  | Compagno     | Avversari in finale          | Punteggio     |
| 1.     | 28 aprile 1997 | U.S. Men's Clay Court Championships, Orlando | Terra rossa | Alex O'Brien | Mark Merklein Vincent Spadea | 4-6, 6-4, 4-6 |